# Список чемпионов СССР и России по хоккею
Легенда
| *   | Чемпион как команда с наибольшим количеством очков в регулярном сезоне |
| *   | Чемпион как команда-победитель послесезонного плей-офф                 |
| (#) | Количество титулов чемпиона СССР/России.                               |

| Лига/чемпионат | Сезон   | Золото                      | Серебро                   | Бронза                                    |
| -------------- | ------- | --------------------------- | ------------------------- | ----------------------------------------- |
| СССР           | 1946-47 | Динамо Москва (1)           | ЦДКА Москва               | Спартак Москва                            |
| СССР           | 1947-48 | ЦДКА Москва (1)             | Спартак Москва            | Динамо Москва                             |
| СССР           | 1948-49 | ЦДКА Москва (2)             | ВВС МВО Москва            | Динамо Москва                             |
| СССР           | 1949-50 | ЦДКА Москва (3)             | Динамо Москва             | Крылья Советов Москва                     |
| СССР           | 1950-51 | ВВС МВО Москва (1)          | Динамо Москва             | Крылья Советов Москва                     |
| СССР           | 1951-52 | ВВС МВО Москва (2)          | ЦДСА Москва               | Динамо Москва                             |
| СССР           | 1952-53 | ВВС МВО Москва (3)          | ЦДСА Москва               | Динамо Москва                             |
| СССР           | 1953-54 | Динамо Москва (2)           | ЦДСА Москва               | Крылья Советов Москва                     |
| СССР           | 1954-55 | ЦСК МО (4)                  | Крылья Советов Москва     | Динамо Москва                             |
| СССР           | 1955-56 | ЦСК МО (5)                  | Крылья Советов Москва     | Динамо Москва                             |
| СССР           | 1956-57 | Крылья Советов Москва (1)   | ЦСК МО                    | Динамо Москва                             |
| СССР           | 1957-58 | ЦСК МО (6)                  | Крылья Советов Москва     | Динамо Москва                             |
| СССР           | 1958-59 | ЦСК МО (7)                  | Динамо Москва             | Крылья Советов Москва                     |
| СССР           | 1959-60 | ЦСК МО (8)                  | Динамо Москва             | Крылья Советов Москва                     |
| СССР           | 1960-61 | ЦСКА Москва (9)             | Торпедо Горький           | Локомотив Москва                          |
| СССР           | 1961-62 | Спартак Москва (1)          | Динамо Москва             | ЦСКА Москва                               |
| СССР           | 1962-63 | ЦСКА Москва (10)            | Динамо Москва             | Спартак Москва                            |
| СССР           | 1963-64 | ЦСКА Москва (11)            | Динамо Москва             | Спартак Москва                            |
| СССР           | 1964-65 | ЦСКА Москва (12)            | Спартак Москва            | Химик Воскресенск                         |
| СССР           | 1965-66 | ЦСКА Москва (13)            | Спартак Москва            | Динамо Москва                             |
| СССР           | 1966-67 | Спартак Москва (2)          | ЦСКА Москва               | Динамо Москва                             |
| СССР           | 1967-68 | ЦСКА Москва (14)            | Спартак Москва            | Динамо Москва                             |
| СССР           | 1968-69 | Спартак Москва (3)          | ЦСКА Москва               | Динамо Москва                             |
| СССР           | 1969-70 | ЦСКА Москва (15)            | Спартак Москва            | Химик Воскресенск                         |
| СССР           | 1970-71 | ЦСКА Москва (16)            | Динамо Москва             | СКА Ленинград                             |
| СССР           | 1971-72 | ЦСКА Москва (17)            | Динамо Москва             | Спартак Москва                            |
| СССР           | 1972-73 | ЦСКА Москва (18)            | Спартак Москва            | Крылья Советов Москва                     |
| СССР           | 1973-74 | Крылья Советов Москва (2)   | ЦСКА Москва               | Динамо Москва                             |
| СССР           | 1974-75 | ЦСКА Москва (19)            | Крылья Советов Москва     | Спартак Москва                            |
| СССР           | 1975-76 | Спартак Москва (4)          | ЦСКА Москва               | Динамо Москва                             |
| СССР           | 1976-77 | ЦСКА Москва (20)            | Динамо Москва             | Трактор Челябинск                         |
| СССР           | 1977-78 | ЦСКА Москва (21)            | Динамо Москва             | Крылья Советов Москва                     |
| СССР           | 1978-79 | ЦСКА Москва (22)            | Динамо Москва             | Спартак Москва                            |
| СССР           | 1979-80 | ЦСКА Москва (23)            | Динамо Москва             | Спартак Москва                            |
| СССР           | 1980-81 | ЦСКА Москва (24)            | Спартак Москва            | Динамо Москва                             |
| СССР           | 1981-82 | ЦСКА Москва (25)            | Спартак Москва            | Динамо Москва                             |
| СССР           | 1982-83 | ЦСКА Москва (26)            | Спартак Москва            | Динамо Москва                             |
| СССР           | 1983-84 | ЦСКА Москва (27)            | Спартак Москва            | Химик Воскресенск                         |
| СССР           | 1984-85 | ЦСКА Москва (28)            | Динамо Москва             | Сокол Киев                                |
| СССР           | 1985-86 | ЦСКА Москва (29)            | Динамо Москва             | Спартак Москва                            |
| СССР           | 1986-87 | ЦСКА Москва (30)            | Динамо Москва             | СКА Ленинград                             |
| СССР           | 1987-88 | ЦСКА Москва (31)            | Динамо Рига               | Динамо Москва                             |
| СССР           | 1988-89 | ЦСКА Москва (32)            | Химик Воскресенск         | Крылья Советов Москва                     |
| СССР           | 1989-90 | Динамо Москва (3)           | ЦСКА Москва               | Химик Воскресенск                         |
| СССР           | 1990-91 | Динамо Москва (4)           | Спартак Москва            | Крылья Советов Москва                     |
| СНГ            | 1991-92 | Динамо Москва (5)           | ЦСКА Москва               | Химик Воскресенск                         |
| МХЛ            | 1992-93 | Динамо Москва (6)           | Лада Тольятти             | Трактор Челябинск Крылья Советов Москва   |
| МХЛ            | 1993-94 | Лада Тольятти (1)           | Динамо Москва             | Трактор Челябинск                         |
| МХЛ            | 1994-95 | Динамо Москва (7)           | Лада Тольятти             | Металлург Магнитогорск Салават Юлаев Уфа  |
| МХЛ            | 1995-96 | Лада Тольятти (2)           | Динамо Москва             | Салават Юлаев Уфа Авангард Омская область |
| Россия         | 1996-97 | Торпедо Ярославль (1)       | Лада Тольятти             | Салават Юлаев Уфа                         |
| Россия         | 1997-98 | Ак Барс Казань (1)          | Металлург Магнитогорск    | Торпедо Ярославль                         |
| Россия         | 1998-99 | Металлург Магнитогорск (1)  | Металлург Новокузнецк     | Динамо Москва                             |
| Россия         | 1999-00 | Динамо Москва (8)           | Ак Барс Казань            | Металлург Магнитогорск                    |
| Россия         | 2000-01 | Металлург Магнитогорск (2)  | Авангард Омская область   | Северсталь Череповец                      |
| Россия         | 2001-02 | Локомотив Ярославль (2)     | Ак Барс Казань            | Металлург Магнитогорск                    |
| Россия         | 2002-03 | Локомотив Ярославль (3)     | Северсталь Череповец      | Лада Тольятти                             |
| Россия         | 2003-04 | Авангард Омская область (1) | Металлург Магнитогорск    | Лада Тольятти                             |
| Россия         | 2004-05 | Динамо Москва (9)           | Лада Тольятти             | Локомотив Ярославль                       |
| Россия         | 2005-06 | Ак Барс Казань (2)          | Авангард Омская область   | Металлург Магнитогорск                    |
| Россия         | 2006-07 | Металлург Магнитогорск (3)  | Ак Барс Казань            | Авангард Омская область                   |
| Россия         | 2007-08 | Салават Юлаев Уфа (1)       | Локомотив Ярославль       | Металлург Магнитогорск                    |
| КХЛ            | 2008-09 | Ак Барс Казань (3)          | Локомотив Ярославль       | Металлург Магнитогорск                    |
| КХЛ            | 2009-10 | Ак Барс Казань (4)          | ХК МВД                    | Салават Юлаев Уфа                         |
| КХЛ            | 2010-11 | Салават Юлаев Уфа (2)       | Атлант Московская область | Локомотив Ярославль                       |
| КХЛ            | 2011-12 | ОХК Динамо Москва (10)      | Авангард Омская область   | Трактор Челябинск                         |
| КХЛ            | 2012-13 | ОХК Динамо Москва (11)      | Трактор Челябинск         | СКА Санкт-Петербург                       |
| КХЛ            | 2013-14 | Металлург Магнитогорск (4)  | Салават Юлаев Уфа         | Локомотив Ярославль                       |
| КХЛ            | 2014-15 | ЦСКА Москва (33)            | СКА Санкт-Петербург       | Динамо Москва                             |